# Závěrečné obřady
Závěrečné obřady (latinsky ritus conclusionis) jsou poslední částí mše nebo jiné křesťanské bohoslužby, pokud na ni bezprostředně nenavazuje jiný obřad. Začínají krátkými sděleními (konají se zejména v neděli), po nichž kněz požehná lid a poté jej propustí slovy „Jděte ve jménu Páně.“ (což může učinit i jáhen). Nakonec celebrant políbí oltář, s přisluhujícími jej pozdraví úklonou a spolu s nimi odchází průvodem do sakristie, zatímco se zpívá závěrečná píseň.